# Eurysternus fallaciosus
Eurysternus fallaciosus là một loài bọ cánh cứng trong họ Bọ hung (Scarabaeidae).